# Alessandro Bandiera
Pour les articles homonymes, voir Bandiera.
Alessandro Bandiera (Sienne, 1699 - Osimo, 1770) est un religieux et litterateur italien.

## Biographie
Né à Sienne en 1699, il fut d’abord jésuite, depuis vingt jusqu’à quarante ans, et, selon l’institution de cet ordre, il professa les belles-lettres dans plusieurs villes d’Italie ; mais ayant embrassé des opinions littéraires et une méthode d’enseignement différentes de celles que la compagnie avait généralement adoptées, il en résulta pour lui quelques désagréments qui l’engagèrent à passer, avec toutes les permissions nécessaires, dans l’Ordre des Servites de Marie. Il s’y consacra, pendant le reste de sa vie, aux travaux de l’enseignement public, et jouit de la considération due à son savoir et à son zèle. Il publia plusieurs traductions italiennes d’auteurs latins, avec des notes et des observations grammaticales, qui les rendent utiles pour les études de la jeunesse italienne, quand elle veut apprendre sa propre langue en même temps que la langue latine : ce sont, entre autres, les traductions de Cornélius Népos, des Oraisons de Cicéron, de ses Épîtres familières, de ses traités des Offices, de la Vieillesse et de l’Amitié, du Songe de Scipion, et des Paradoxes. Il composa aussi plusieurs ouvrages de son propre fonds, tels que :1° Gerotricamerone, ovvero tre sacre Giornate, etc., Venise, 1745, in-8°. Le titre et la forme de cet ouvrage sont imités du Décaméron de Boccace, mais le caractère en est très-différent. Les interlocuteurs sont dix jeunes gens pieux et de bonnes mœurs, qui racontent chacun à leur tour des traits de l’histoire sainte. On en critiqua le titre, qui devait être Gierotrimerone, et non pas Gerotricamerone ; l’auteur défendit son titre, mais ne le justifia pas. 2° I Pregiudizj delle umane lettere, etc., Venise, 1755, in-8°. 3° Componimenti di varie maniere, etc., Venise, 1755, in-8°. Ce volume de mélanges contient des panégyriques, des discours de piété, des morceaux de littérature et quelques poésies. Le P. Bandiera a aussi publié, en 2 parties in-8°, Venise, 1754, une édition du Décaméron de Boccace, purgée de tout ce qui est contraire aux bonnes mœurs, et accompagnée d’une préface et d’un grand nombre de notes, sur les expressions de Boccace qui ont vieilli, et sur d’autres objets de philologie et de grammaire.